# 怡良
怡良（穆麟德轉寫：iliyang；1791年10月18日—1867年8月3日，乾隆五十六年九月二十一日－同治六年七月初四日），字悦亭，又字悅庭。哈達瓜爾佳氏，正红旗满洲德東佐領下人，中国清朝政治人物，官至福州將軍、兩江總督。

## 生平
監生出身，候補筆帖式。嘉慶十六年（1811年），籤分刑部學習行走。二十一年（1816年）補授刑部筆帖式。
道光二年（1822年），京察一等，六月，升刑部陝西司主事。十一月，派在秋審處行走。
四年（1824年）三月，派任秋審處坐辦主事。五年（1825年），京察一等，奉旨記名以應升之缺升用。三月，升刑部江蘇司員外郎，掌河南司印鑰。五月，兼充律例館提調官。隨即掌湖廣司印、兼掌廣東司印。
七年（1827年）九月，隨同都察院左都御史湯金釗前往山西審辦案件，十二月回京。
八年（1828年）二月，京察一等，吏部帶領引見後，奉旨交軍機處記名以道府用。六月，補授廣東廣州府知府遺缺。十一月，抵達廣東，委署高州府知府。
九年（1829年）二月，補授高州府知府。
十年（1830年）八月，奉委兼護理高廉道。
十一年（1831年）正月，以堂哥桂良任廣東布政使呈請迴避。六月，上諭調補廣西南寧府知府，奉委兼護左江道事務。十月，升授雲南鹽法道。
十二年（1832年）正月，到雲南任。五月，交卸道員、知府印篆。七月，升授山東鹽運使，九月接到調令。九月初四日，上諭升授安徽按察使。十月，赴山東途中行走至湖南辰谿縣時，接獲上諭改赴安徽。十一月到任。
十三年（1833年）正月二十五日，調任江蘇按察使。二月接獲上諭，八月到任；十月，因丁母憂離任，回旗守制，按察使缺由江蘇布政使陳鑾兼署。
十四年（1834年）二月，百日孝滿，上諭署理江蘇按察使，四月到任。七月十九日，上諭遷江西布政使，八月接獲上諭，十月到任。
十六年（1836年），兼署江西按察使。二月初三日，上諭調署江蘇布政使。三月，交卸布政使與按察使印篆，護理江西巡撫印務。五月，交卸巡撫印篆。六月，到達蘇州布政使任，奏報後，道光帝告誡：「修己辦公，毋忘清慎公勤。若外任不久，即染虛浮習氣，不思為國出力，是汝自棄也。懍之。」。七月，護理江蘇巡撫印務。八月，實授江蘇布政使，仍兼護理江蘇巡撫。十月，糧船水手糾眾搶劫，怡良飭令屬員緝獲，奏明懲辦。
十七年（1837年）三月，奏報丁憂在籍給事中瞿溶呈控常州府各縣收漕積弊，道光帝明降諭旨：「瞿溶以丁憂在籍人員干預地方公事，著交部議處」並解釋：「蘇省漕糧額數甲於他省，現當徵收趕緊兌開之際，若紛紛查辦，必致小民觀望，抗玩不前。自當持以鎮靜，趕辦正供，該護撫所見甚是。著陳鑾、怡良即飭該糧道督令各州縣趕緊交兌，無誤漕行。統俟各縣漕務完竣，幫船全數渡江之後，即將該給事中所指各情確切查明，據實核辦。總之天庾正供在所宜急，而不肖州縣浮收勒折之弊不可不懲。該撫等惟當勤恤民隱，率由舊章，以裕國計而厚民生，是為至要。」之後交卸巡撫印篆，回江蘇布政使本任。奏請緩徵江淮各屬州縣舊欠錢糧，道光帝允准。
八月，陳鑾奏報查明常州府所屬各縣漕務均照舊章辦理，並無官吏浮收及民心不服情事。道光帝仍叮囑：「如經徵各州縣，違例浮勒入己及任聽漕記人等刁難勒掯、苦累閭閻等事，著即分別嚴參提究。其刁劣糧戶，如不慎選好米，強以低醜潮雜之米，赴倉挜交。甚至健訟把持，抗糧多事，著即從嚴懲辦，無稍寬縱。」

### 鴉片戰爭
十八年（1838年）二月初三日，擢任廣東巡撫，例加兵部侍郎右副都御史銜；六月到任。
八月，因御史周頊奏請酌定茶葉、大黃統一價格，只准外商以紋銀交易，且生絲出口也一律辦理，道光帝降旨令鄧廷楨、怡良會同豫堃籌議具奏；鄧廷楨、怡良、豫堃等奏稱：「查通商外夷約有十餘國，若令以紋銀購買茶葉、大黃，則彼轉得藉詞於置貨之外，餘剩銀兩攜帶出口，是紋銀出洋，從前猶屬巧取，此後竟屬公行。並查向來出口之貨，茶葉、大黃、絲斤，核計價值，居其大半，今以銀購買，則其餘內地之貨與入口之貨不敷抵兌，夷人餘剩之貨將無所歸。至欲酌定價值，則出產之區、轉運之路亦有不齊，若官為定價，偶值歉收價貴之年，必至官價不敷，商本虧折；若由出產地方出立票據，恐徒為不肖官吏增益陋規，商賈轉多擾累，種種窒礙難行」，遂停止定價之議。
十一月，閩浙總督鍾祥以福建額存火藥不敷使用，奏請赴廣東採購硝石、硫磺；怡良奏言：「廣東山海交錯，捕盜防夷皆恃槍砲，不得不酌留硝斛，以備緩急，請准令採辦粵硝八萬斛，分四年買運，毋再議加」。御史黃樂之奏報，廣東、湖南交界沿河地帶時常有搶劫大案，請籌議巡防，命怡良飭令各屬勘查。隨後怡良覆奏，樂昌縣、乳源縣、宜章縣三縣交界地區山林密集，河道險僻，有匪徒出沒，請將三鞏橋原增協防外委改駐清水江口，三鞏橋仍設三座哨卡防守，於樂昌縣界的神頭嶺、乳源縣界的古松亭各增設哨卡兩座以協同巡防，並責成羅渡司巡檢及二處兵弁巡查，都經兵部議准施行。此前道光帝認為廣東水陸各港埠為鴉片煙商出沒的地方，多次嚴令怡良緝捕審辦，「窯口快蟹以及開設煙館、販賣吸食，種種弊竇必應隨地隨時淨絕根株，著鄧廷楨、怡良振刷精神仍照舊分別查拏，毋稍鬆懈，斷不可存觀望之見，尤不可有推諉之心」，怡良奏陳「截流必應窮源」，提議防堵的方法，派遣廣東水師各協將官調遣戰船巡緝。十二月，廣東各屬報告繳獲紋銀鴉片共141起，煙膏、煙泥一萬餘斛，煙槍、煙具及民間自行呈繳者也有一萬餘件。道光帝嘉獎怡良認真查緝，交吏部議敘。
十九年（1839年）正月，因虎門海口為廣東海路中路咽喉，外國商船往來絡繹不絕，朝廷籌議章程、嚴密安排佈置，怡良偕同兩廣總督鄧廷楨、廣東水師提督關天培勘查周圍山海形勢後，奏請於橫檔山前海峽處設置鐵鍊、木排，並於威遠砲台西側增建砲台一座，都獲准。二月，南澳縣海面突然有英國船停泊，南澳鎮水師總兵沈鎮邦率戰船驅逐，潮州府、惠州府各縣呈報查獲煙泥一萬餘兩；怡良奏陳：「夷船之來，意圖銷私，現緝捕雖嚴，而夷情變詐，欲售其奸，宜益奮勉奉辦，庶奸犯既絕其勾通，夷船即無所希冀。」
三月，欽差大臣林則徐抵達廣州，怡良與林則徐、粵海關監督豫堃、關天培廢寢忘食晝夜會議，以茶葉、大黃誘導洋商，強硬禁煙，封鎖商館，勒令洋商具結，截抄躉船22隻，查抄鴉片煙土逾20,283箱。林則徐、鄧廷楨、怡良隨後馳驛奏報英國躉船已將鴉片盡數呈繳，道光帝命怡良協同查明鴉片箱數，並解運北京銷毀，怡良等人交吏部議敘。
此時御史鄧瀛奏稱廣東距離京師遙遠，且鴉片量大，運送途中難以稽查，容易被偷漏抽換；道光帝於是諭不需解京，由林則徐、鄧廷楨、怡良督同屬員在粵銷毀。當時查緝鴉片即為嚴厲，豪商與奸滑之徒仍貪圖重利，只要被查獲即處以重刑，於是怨言四起，甚至編造歌謠，大肆詆毀各官員；鄧廷楨奏報此情形，道光帝認為林則徐、鄧廷楨、怡良都是親信大臣，委以重任，查辦正在吃緊，恐怕因輿論混淆迷惑而懈弛，諭令同心協力、勉益加勉，並密查編造歌謠的人，從重治罪。九月，怡良奏參守備瞿三益逮捕煙犯卻擅自保釋，又參劾惠州府長寧縣知縣高炳文邀請瞿三益在官署內觀賞戲曲，都獲得採納。四月，吏部議敘加一級。
二十年（1840年）正月，因御史駱秉章奏陳「整飭洋務五條：一、慎選洋商以專責成；一、嚴禁孖氈以防勾串；一、嚴禁夷人久住省館以絕弊端；一、禁止夷船灣泊省河以防偷漏；一、內地洋銀紋銀一律嚴禁出洋」，道光帝命廣東議奏，於是林則徐與怡良分析覆奏辦過情形及現有章程，道光帝交軍機大臣議行。三月，怡良奏報燒毀廣東外海匪艇及篷寮，逮捕假扮洋人、兌買鴉片的漢奸及接濟匪徒，得到道光帝降諭嘉獎。五月，第一次鴉片戰爭爆發。九月，戰後以林則徐、鄧廷楨等「勞師糜餉、辦理不善」，命赴京等候處分，兩廣總督由琦善署理，琦善到任前由怡良護理。
十二月，署理粵海關監督。英軍要求開放廈門、福州二處港口通商且賠償鴉片煙價，英艦在沿海巡弋騷擾攔截船隻，道光帝寄諭怡良等沿海督撫遴選將弁、整理砲械，如遇英軍靠近海岸即開砲攻剿。
二十一年（1841年）正月，查奏粵海關稅課短絀原因為英軍攔阻其他各國商船入港貿易，導致稅收不及往年十分之二。又因英軍自定海回師廣東攻擊砲台，道光帝命領侍衛內大臣靖逆將軍奕山調兵進擊，然而欽差大臣署兩廣總督琦善奏請暫先攏絡羈縻，但怡良與廣州將軍阿精阿都沒有聯名，道光帝知悉琦善性格怯懦、奏報不實，諭令革去大學士且嚴加議處，但仍令琦善進剿。琦善到廣東後便自稱專辦夷務，不與怡良等人商議，並曾經奏稱香港地方位置緊要，如果英國人取得香港，必定在香港屯兵儲糧、建造砲台進而覬覦廣東，到此時琦善又奏請准許英人於廣東通商，並將香港給予英人泊船寄居，但奏疏尚未獲准；二月，怡良奏報，英國人已佔據香港、出公告稱當地居民為英國子民，且表示是琦善先私下說定，有書面憑據。於是道光帝震怒、將琦善革職抄家、押送北京治罪，並諭怡良署理兩廣總督。上諭令備戰：「怡良兼署督篆，水陸官兵係其統轄；阿精阿、關天培、郭繼昌均有守禦防堵之責，現在大兵尚未雲集，必須一力防禦，毋稍疏懈。怡良所奏添募壯勇、固守砲臺、分守要隘各事宜，著即責成楊芳會同怡良、阿精阿、關天培、郭繼昌等和衷商辦，分投佈置，加緊堤防。」
虎門之戰，英軍攻陷虎門各砲臺，水師提督關天培、祥福、游擊麥廷章等陣亡，道光帝令怡良、阿精阿、郭繼昌與參贊大臣楊芳先行率兵防禦英軍，等靖逆將軍奕山與其他省份調集大軍到達後再進攻。三月，奏報副將周枋陣亡，並飭令布政使梁寶常提領庫銀15萬兩駐紮佛山縣設立糧臺，供應糧餉。數日後怡良與楊芳聯名奏請准許英人所屬港腳商船在廣東貿易，道光帝認為已從各省調兵八千餘名，還不及時進剿，是「有意阻撓，怠慢軍心」，且認為英國人「情狀詭譎、反覆無常」，催促楊芳進攻，將楊芳、怡良交吏部從嚴議處；隨後怡良遭部議照溺職例革職，道光帝以剿辦吃緊，從寬改為革職留任。
四月，受命與祁𡎴共同查明九千斤大砲膛炸事件、辦理撫恤廣州城外因戰鬥燒毀的居民房屋。六月，因重啟通商，奕山奏請撤兵，道光帝命仍應伺機收復英人修築的裙带路寮房石路，並命奕山、齊慎、怡良、祁𡎴修建大黃𣽸砲臺及妥議善後章程。八月，廈門之戰開始，廈門失守，朝廷認為如同之前英人攻佔定海以換取香港，此次攻擊廈門是故技重施，命奕山、齊慎、怡良、祁𡎴趁英軍分兵，視情形進剿收復香港。
九月，怡良受命為欽差大臣，馳驛赴福建會同閩浙總督顏伯燾、福建巡撫劉鴻翱辦理軍務。受命查明雙方兵力、接仗情形、廈門鼓浪嶼一帶有多少英船、有無佔據等嶼情形。十一月，因自八月雞籠之役英船攻擊臺灣二沙灣砲臺、清軍俘虜一百餘人後，福建督撫迄未奏報後續情形，道光帝申斥，並要求立刻查明馳奏。十二月，上諭署理閩浙總督，奏報原任總督顏伯燾失守廈門的過程。因奕山探知英軍派人向本國調集軍力、計劃次年春季再戰，上諭怡良查報達洪阿、王得祿備戰情況。
二十二年（1842年）正月，接獲署閩浙總督上諭；上諭命備戰，整修沿海砲臺、土壘；正月初七日，上諭實授閩浙總督。又諭怡良與劉鴻翱認真辦理火砲鑄造安放、操練防守。怡良另奏報會勘閩江口金牌門海口深度寬度、設樁佈防情形，以及臺灣防守事宜。怡良奏稱澎湖孤懸海外，臺灣水師缺乏將員，請將升任總兵的澎湖協水師副將詹功顯暫留澎湖，會同王得祿防備英軍，獲准。三月，接獲實授閩浙總督上諭；怡良奏陳臺灣仍在與英軍交戰狀態，商販不前往臺灣，軍糧米穀難以配運，請改為一半折色。又奏須優先保護沿海居民，飭令同知顧教忠等進駐廈門辦理勸民聯鄉。四月，福建銀價未平，怡良奏請仍然暫停寶福局額定鑄造銅錢。五六月間，奏報通過福建沿海的英船清單及逗留於鼓浪嶼海域的英國船隻數量。
七月，大安之役，英船在臺灣海域遭遇颱風觸礁，臺灣鎮總兵達洪阿與臺灣道姚瑩多次奏報於海口擊沉英國軍艦、擒斬多名英兵。又奏報臺灣嘉義縣樹苓湖有英國戰船與草鳥匪船在港口外窺伺，經代理知縣易金杓、千總李瑞麟等官兵圍捕、開砲擊沉船隻，擒獲匪犯。九月，完成議和，道光帝命怡良與劉鴻翱、竇振彪、普陀保妥議福建善後事宜，並咨商兩江總督耆英議定〈中英五口通商章程〉。怡良並奏報臺灣官府已處死部分英國俘虜，剩餘11人存活。璞鼎查抵達廈門獲悉英俘在臺灣被殺，於是向兩江總督耆英投遞照會，投訴達洪阿、姚瑩貪功妄殺，朦奏邀功，要求將達洪阿等官員革職處死並賠償財產予死者家屬。道光帝命怡良為欽差大臣，渡海到臺灣查辦。另奏報汀州府長汀縣、上杭縣、永定縣、連城縣、漳州府龍溪縣、龍巖直隸州漳平縣於七月初旬暴雨致災，洪水沖垮民宅、居民淹斃，道光帝命怡良趕緊勘災、撫恤。
十月，奏請暫留升任游擊林祺防堵海口，獲准。奏報調查京報遞送過程中遭到傳抄交給英國人事件，遭申斥。又英方赴臺灣遞交文書申請釋放俘虜，達洪阿拒收也拒絕接見，英人將原文轉送廈門予怡良，怡良奏准將俘虜釋回。並奉旨將11明存活英人送到鼓浪嶼交予英國官員；附片奏，因之前從臺灣拜發摺件於海路途中兩次被海盜劫失，之後將委派千總或把總專送到泉州驛遞。十一月，保奏緝捕海盜有功的長樂縣知縣龍大惇、長樂營都司題升陸路提標前營游擊張寧。給事中杜彥士奏陳漳泉械鬥頻繁，源於地方官藉口防堵英軍、不理民事，以致奸民糾眾橫行；上諭怡良嚴飭該地方官認真查緝、從嚴懲辦。因福州將軍保昌離任赴京，新任將軍壁昌到任前以怡良兼署福州將軍，但怡良表示駐紮泉州不便處理福州事務，取消兼署。
十二月，參劾暫時防堵不力的官員，前興泉永道劉耀椿、廈門海防同知顧教忠、同安縣知縣盛朝輔、石潯司巡檢金光耀，皆經吏部議定革職。隨後啟程前往臺灣。耆英奏報經詢問浙江提督李廷鈺、在籍候補四品京堂蘇廷玉，查出海上往來商人傳言：有英船遭風漂至臺灣，為濱海居民奪取貨物，將英人拘禁在村中，達洪阿、姚瑩獲悉即令村民交出，村民怕送交官府後會遭到誅殺，未來洋船前來報復將無法抵抗而不肯交出英人，經達洪阿、姚瑩再三索要，村民才交出英國人員，但居民聽聞洋人被處死，便有「夷船若來，惟有戕官以圖解免」的說法。道光帝命怡良到臺灣務必明查暗訪，不得徇私隱匿，又諭：「怡良如查明實有妄殺難夷，冒稱接仗之事，即傳旨將達洪阿、姚瑩革職拏問，一面飛咨伊里布、耆英曉諭該夷，俾消釁端。儻怡良稍存隱飾，不肯破除情面，致朕責罰不明，又誤撫夷大局，將來別經察出，試問怡良當得何罪？」
二十三年（1843年）正月，此前因奕山、耆英、祁𡎴咨送改良砲架設計圖4件、廣東仿造英國戰船的造船圖5件，朝廷命怡良試作試演，怡良覆奏其廣東船式不適合福建海域，或難出大洋駕駛，且不及英國船堅固敏捷，而需費甚鉅，請緩辦以紓經費。上諭採納，但仍敦促怡良內渡後細心整備製造水師船隻，務必堅固適用，不可有名無實。
二月，上諭命怡良飭臺灣鎮總兵、臺灣道於雞籠、打狗及鹿耳門等扼要地點注意防範英商干擾居民。
另因戰後朝廷計劃於廣東、福建沿海大量建造戰船，調查是否可使用四川產柏木，怡良奏稱福建工匠沒使用過四川柏木，不了解是否可用於海船，請停止採運以免浪費。
三月，怡良多方訪訊官民，證言皆稱英船兩次損毀是因為一次被風擊碎，一次被風耽擱，並無發生戰鬥或計誘之事，怡良聲稱「達洪阿、姚瑩一意鋪張，致為夷人藉口，殊屬辜恩溺職，請從重治罪」，審訊達洪阿、姚瑩，二人也承認鋪張上奏戰報並自請治罪，上諭將二人革職、解交刑部會同軍機大臣審訊。隨即內渡福建。後因違例奏請將同知仝卜年開復留任，遭到議處降一級調任，道光帝改為降二級留任。五月，上諭廈門即將開放海關與英人貿易，令怡良加強巡防維安、稽查閩廣交界之南澳一帶，避免華夷雜處衍生亂象。
同月，因病奏請開缺，得旨准開缺回旗調理，十一月返抵北京。

### 太平天國戰爭
咸豐二年（1852年）四月二十一日，咸豐帝重新起用，補授福州將軍。隨即奉命與協辦大學士杜受田馳赴山東查辦賑災事務、江南河道事務及勘查洪澤湖大堤，怡良並與杜受田合奏籌辦情形。八月，查辦署邳州知州候補知縣馬軼羣勒捐、酷刑一案，怡良奏其任性妄為，請旨革職。同月，遵旨議覆河南豐北廳黃河決口一案的河道官員處分，怡良與杜受田合奏：「江南河道總督（楊以增）處分，前經王大臣等悉心會議，改為降級留任，奉旨允准，今若復改重，恐仍啟廳員從中挾制等弊，轉非慎重河防之道。且歷查河工失事舊案，總視大吏之勤惰，不儘關處分之重輕。請毋庸議改」，報聞。十一月，抵達福州將軍任，奉旨兼署閩浙總督。
三年（1853年）正月，翰林院檢討沈大謨奏報「預籌海防事宜以靖洋面事」，主張海防宜用漁船以助水師，其利有六；咸豐帝命沿海督撫，各按地方情形，悉心體察覆奏。怡良奏言：「閩省沿海漁船，大小不一，不能安設砲位，配坐多人，無以制勝。且水師二十餘營，每營選配三十船，需船六七百隻，若按船給租，則每歲非數十萬金不可。非惟無補水師，兼亦虛糜帑項。惟閩省水師巡洋捕盜，每就近雇募漁船，近海扼要設伏，或以偵探賊蹤，或令誘敵，或令隨防，故沿海廳、縣，遇有漁船，令將船戶姓名、籍貫編號給照。應請申明舊章，將所屬漁船編號設簿，核實點驗，如或有事須雇用漁船，即可酌量選配，庶平時無絲毫之費，臨事得指臂之助。」下部議准施行。
二月，調授兩江總督，管理兩淮鹽政，例加兵部尚書銜。
當時太平天國攻陷江寧府，咸豐帝命怡良速赴新任，並將此前抽調福建的精兵2,000名催赴江南，鞏固防守。怡良隨後因捐輸軍餉，賞戴花翎。四月，到達江南接任，五月，統兵駐紮常州府防堵太平軍，分兵防守高淳縣東壩。九月，收復川沙廳城，捕獲迎從太平軍的逆犯，審訊明白後就地正法。十月，進攻上海縣太平軍獲勝，並繳獲乍浦鎮太平軍船艇，斷絕其外援。十一月，欽差大臣向榮奏調署理江南提督和春馳赴徐州防堵北伐太平軍南撤，怡良以辦理鎮江軍務緊要，奏請仍留和春駐守江南，咸豐帝允准。十二月，奏報大運河水乾涸難以航行，漕運改海運必須由揚州分路出長江，但太平軍勢強，不敢冒險嘗試，提議江廣易米解銀，由戶部核議。
四年（1854年）正月，奏報上海外國人情形：「上海通商已逾十年，傳教更久，莫可挽救。必須設法制馭夷人，絕其倖災之心，俾不能從中取利，計惟以保護客商為名，密咨閩、浙、江西等省，通飭販運湖絲、茶葉商人，如有運赴上海銷售者均行停止，俟克復後方准照舊運買。夷酋失其自然之利，必願迅速克復，自能嚴為查察，濟賊奸夷定可歛迹」。
當時戶部籌議浙江海運章程，改由瀏河口受兌放洋，咸豐帝認為瀏河口為江蘇轄地，恐與浙江省委派人員互不協調，諭怡良委派大員設局儘速籌辦。二月，戶部奏參江蘇辦理海運延遲，怡良遭吏部議處。隨後怡良奏言：「江蘇各廳、州、縣向有攤補官墊民欠及兵差不敷等款，皆係現任各官以徵收錢糧之羨餘，彌補前官之欠項，該州縣恃有奏明派擬之案，即明目張膽暴斂橫徵。究之，所補無幾，而小民之脂膏朘削殆盡，以致民欠日多，不得已而辦歉收，懇恩緩徵，遞年推展，徒有攤補庫項之虛名，轉致短收正供之大弊，於政體、國計兩無裨益。本年新漕既經蠲減、緩徵，又將向年積弊一概掃除，各州縣已無羨餘可得，懇將此款暫行停攤，俟軍務告竣，察看情形，起限辦理。」得到諭旨允准實行。
三月，清軍圍攻上海小刀會，萬國商團焚毀清軍營地，兵勇驚潰。怡良奏言：「英夷包藏禍心已非一日，屢經設法羈縻，此次忽有燒營之事，兵勇臨時驚潰，實堪憤懣，但人數眾多，勢難概繩以法。惟有速為招集，責令仍赴軍前，剋期攻復滬城，以圖自贖。」旋即又密奏：「夷情漸就安帖，現已暗備攻城之法，查夷情詭譎，貎雖遜順，中懷叵測，仍密飭帶兵官時加防範，不致另生枝節。」又奏請以前任江南河道總督潘錫恩、安徽學政孫銘恩辦理寧國府屬防剿事宜，獲准。
四月，率部屬捐輸，下吏部優敘。當時偵查到俄羅斯軍船來到上海，民間傳言俄軍計劃奪取英國、美國、法國三國貨船，怡良奏報顧慮俄軍另有目的，咸豐帝命怡良速行探明具奏。怡良又奏報，美國公使麥蓮親自攜帶國書到上海，聲稱兩廣總督葉名琛因公務繁忙而消極敷衍，因而親自到焦山求見兩江總督，請求代為呈遞國書。怡良以附片密奏：「夷酋以葉名琛公忙支吾為詞，原不足信，然絕之已甚，轉使得以藉口，設或逕赴天津。現當直隸用兵，且海運赴津之際，諸多窒礙。況此次批駁之後，儻再四求見仍不准行，彼將謂憚於一晤，殊覺非體。惟有欽遵前旨，示以大方，相機辦理。若接見後於商稅事宜輕議更張，或別有要求，則惟有仗義執言，仍令赴粵。」上諭：「隨時妥為辦理，不准遷就了事，示之以柔。」
六月，與江西巡撫陳啟邁共同上奏：「吉安府所屬之蓮花廳，界連湖南茶陵州，楚省土匪衝突堪虞，原設弁兵不敷防範。請將永新營都司移駐蓮花廳，則邊隘可資防守，即以蓮花廳把總改駐永新，而巡緝亦不致貽誤。又查湖南至蓮花廳必經富溪村，行李往來絡繹不絕，地連三州，藏奸尤易，請將黃陂司巡檢移駐富溪村，以資緝捕」，交部議准實行。又奏：「戶部所頒官票，整者多而散者少，未能暢行。請於清江設立中和官局，試行大錢，即令局中製造一兩至五兩官票五種，俾軍民商賈更換行用」，咸豐帝認同怡良的建言。
此前怡良曾奏報淮北引鹽滯銷，「淮北近日售價日疲，銷市日滯，代納淮南懸引課銀，籲懇施暫行停納」，左副都御史袁甲三奏請就在壩積鹽籌運濟餉，戶部議准袁甲三方案；閏七月，怡良奏籌運濟餉之議窒礙難行，其代納淮南懸引一款仍請暫停。咸豐帝認為既然怡良聲稱可以維繫新綱，又無傷於鹽局，自必確有把握，即命怡良會同江南河道總督楊以增設法辦理，袁甲三無庸會辦。九月，袁甲三條陳淮北鹽務，並參劾署兩淮鹽運使郭沛霖、運判許惇詩營私捏詳，朦嚇怡良；咸豐帝命怡良派員嚴究，自行具奏。十月，密陳美國公使到達口岸日期及接見情形；上諭：「事事鎮定，勿任其要求」。
五年（1855年）正月，覆奏查明郭沛霖、許惇詩尚無挾私舞弊，惟惇詩於袁甲三批駁各條延不稟復；上諭：「許惇詩交部議處。所有淮北開綱徵課及籌補減免懸引事宜，責成怡良認真整頓」，並諭：「袁甲三帶兵皖省，無庸兼辦鹽務。其淮北一帶疏通銷路，命安徽巡撫福濟協同怡良實力督銷」。此前，怡良奏：「淮南引地梗阻，竈丁失業，擬請試行就場抽稅之法」；經戶部將附場食鹽抽稅議覆准行，其出江岸鹽，仍令照就場徵課科則。此時怡良再奏：「東壩以上江路不通，銷鹽無路，竈戶、煎丁顛連困苦。照三百文抽納，販情尚未踊躍；若更議加增，竊恐有名無實。不得不權宜變通，以安窮竈而弭患萌。請將東壩出江岸鹽仍照原奏辦理」，下戶部議行。三月，淮北鹽綱行銷安徽、河南越來越壅滯，怡良奏陳：「因各販運鹽經由阜陽、霍邱、固始縣界，所有船戶等肆行舞弊，致虧客本。又信陽、羅山二處為行銷最暢之區，光山係必由之路，近亦私設鹽卡，盤踞需索，以致客販畏葸不前」，上諭令河南巡撫英桂、安徽巡撫福濟各飭所屬，於淮鹽經過處，如船戶傳人等，有私賣攙和等弊，即行查拏。
六月，山東海盜滋事，怡良檄令總兵葉萬清率兵護送漕船，並飭游擊張鳳翔管帶水師船隊護送漕船至石島港交接。山東巡撫覺羅崇恩奏「匪勢猖獗，宜厚集兵力以資攻剿」，咸豐帝命怡良再選戰船，委派將領赴山東會合夾擊，怡良派都司周建勛等率領拖罾船、艇船赴山東會剿。七月，英國有意派遣兵船赴北洋協助緝捕海盜，怡良通知署蘇松太道吳健彰諭令英國人毋庸前往。隨後覺羅崇恩奏：「夷（英）人駕大輪船駛至之罘島海口，自稱為上海、寧波公雇而來，並呈出船票及蘇松太道諭帖，旋即赴奉天」，上諭：「山東、奉天洋面皆非該夷應到之地，火輪船雖由商雇，究屬夷船，豈可聽其駕駛北行？此端一開，該夷任意游行，何所底止？且內洋盜匪自有師船、勇船剿捕，何必借助外夷，致令將來藉口？命怡良飭調拖罾各船迅速北上，與奉天、山東合力剿辦，嚴諭商民不准借用夷力，並將蘇松太道諭帖原委查明具奏。」
十一月，怡良奏：「淮北銷鹽未暢，未便將鹽鈔雜款責令壩販加帶，致誤正課。所有外支經費協貼淮南，尚慮不敷，實難再增鹽鈔一款。淮南引地連遭賊擾，至今片引不行；見辦設廠抽稅，正項錢糧尚且減徵，此項鹽鈔尤屬無從籌款。請俟口路肅清，淮商開辦新綱，再行通盤籌辦」，下部議行。怡良又奏：「遵旨嚴訊吳健彰被參各款，雖無通外養賊、侵吞關稅實據，惟以職官與洋行商夥往來酬酢，不知引嫌；至賊匪攻陷上海，既不能堵禦，乃避居洋行，捏報公出，情節較重。擬發新疆效力」，咸豐帝允准之。十二月，以潮勇在蘇州滋擾、搶奪行李，請禁私船出海；咸豐帝命沿海督撫各飭所屬於海船出洋時皆遵循舊制，不准私造船隻渡載人口、貨物。另奏報查明前任署吳江縣知縣帥宗槷、現任吳江知縣賀際運、前任震澤縣知縣沈則柯、現署震澤縣知縣姚銑等所支各款尚無侵吞情弊，但賀際運於門丁私娶娼婦、庫書帶勇催糧失於覺察；姚銑於浙兵毆斃緝兇無獲，請一併交吏部議處，獲准。
此前袁甲三遭到和春、福濟奏參革職，袁甲三赴都察院呈訴冤情，咸豐帝命怡良秉公查辦。怡良奏言：「袁甲三前駐臨淮，所發勇糧皆照各路軍營奏定章程支給，其節省之項亦充公撥用，並無冒銷肥己，亦無油簍藏銀寄回原籍之事。所參強勒捐輸、民間怨恨，亦無確據」。怡良旋即又與江蘇巡撫吉爾杭阿合奏安徽、河南捻匪猖獗，請飭袁甲三幫辦防剿事務，咸豐帝認為徐州已有署總兵傅振邦防剿，且袁甲三之前在臨淮防堵，辦理不善致招爭議，再赴徐州恐怕也無助益，未予允准。
六年（1856年）正月，怡良偕同江蘇巡撫吉爾杭阿、漕運總督邵燦會議海運章程十條：『一、派員設局督辦，查兌赴津；一、熟田漕、白正耗仍應就數起運，並將支賸給丁餘耗一律起運交倉；一、津通經費，照案籌備支放；一、蠲減緩缺南糧，應先籌補備放；一、米船放洋，雇募船勇巡護，並責成沿海水師防護；一、剝船食耗等米，仍備帶本色，作正開銷；一、天津交米之後，循舊責成經紀；一、沙船領運漕糧，悉遵成案；一、米船抵津，及州、縣剝兌，應分定限期；一、停運旗丁，分別調劑』。又奏安徽、河南捻匪猖獗，徐州戒嚴，請敕漕運總督邵燦馳赴清江督辦江北防剿事宜。又奏報審明槽標四營兵丁婦女求餉滋鬧，按律定擬。均報聞。
三月，怡良偵查得知太平軍分兵進犯，急飭福建帶兵守備率兵300名駐紮秣陵關，又於常州挑選福建兵丁100名馳赴東壩，並檄調江南福山鎮標三營馳赴句容，再增調本省營兵2,000名赴金陵江南大營隨欽差大臣向榮協剿。
之前，湖南巡撫駱秉章奏請「採買淮鹽以濟民食，並淮、楚分岸納課以濟軍需」，咸豐帝以湖南急需食鹽，令怡良備十萬引迅速解送湖南；到此時，怡良奏言：「淮南引地梗塞，三年於茲，以致積鹽不銷，課項無出，難濟軍餉。正擬籌議章程，借道浙河運往江西，招商接辦；而臨江等府，賊氛忽熾，道路中梗。請俟江西運道肅清後，再行籌辦」，朝廷採納。又遵旨查江蘇辦理歉緩情形，怡良覆奏稱「布政使楊能格實無偏護屬員、捏報荒災之弊」。
五月，鎮江黃泥洲、煙墩山兩處軍營遭到瓜洲太平軍攻陷，巡撫吉爾杭阿於登高瞭望時中槍陣亡，丹陽、常州防守空虛，咸豐帝憂慮向榮派兵援防不及，命在常州的怡良與在蘇州的署理江蘇巡撫趙德轍會商籌備蘇、常一帶堵剿事務。又查明二月間揚州府城淪陷情形，奏參署江都縣事之委用知縣李輝德、署甘泉縣事之寶應縣知縣唐守道、署甘泉縣典史之候補未入流劉發榮、題補揚州營中軍守備之千總常繼春、兼署揚州營千總之把總李其鰲、署揚州營參將之河標右營游擊祥林等文武官員防禦不力、失陷城池之罪。
七月，江南淮安營參將和順不遵秦如虎調遣，徑自前往溧陽，怡良與向榮聯名奏參和順，請革職留營效力，獲准。。同月因欽差大臣向榮於軍中病死，咸豐帝命怡良暫署欽差大臣關防，督辦江南丹陽大營軍務。因兩淮、通州、泰州所屬各鹽場遭遇旱災，怡良奏「竈丁困苦異常，若不亟籌撫恤，恐致流而為盜，其害將不可問。請留折銀及協貼銀一萬兩，以備撫恤竈丁之用」，得旨准予動用。又查參「總兵虎嵩林赴援金壇，於城十里紮營，遷延不進，致逆匪得以環城築壘，復任聽兵勇退至丹陽縣之珥陵，幾至貽誤事機，請革職，暫行留任」，也獲准。
當時太平軍圍攻金壇縣城，清軍攻擊其中一面，則太平軍另外三面過來支援；怡良與西安將軍福興、福建漳州鎮總兵張國樑商議由丹陽大營抽調兵勇前往金壇堵剿，又考慮太平軍情勢詭譎，如態勢不利就往其他地區逃竄，於是緊急催促張國樑儘速將金壇太平軍限期剿滅。八月，張國樑督軍連戰皆勝，與城內的游擊李鴻勳夾擊太平軍，大勝，太平軍潰逃，金壇之圍解，隨後怡良保舉將領人才李定泰等六員，咸豐帝諭：「湖南參將李定泰、廣西參將米興朝、廣東參將李若珠，均著以副將儘先升用，先換頂戴；四川游擊虎坤元、廣東游擊戴文英、李鴻勳，均著賞加副將銜，以參將儘先升用。
怡良與趙德轍、何桂清合奏，江浙入夏以來乾旱無雨，蘇、常、杭、嘉、湖各府州縣旱災特別嚴重，旱稻枯萎，晚稻未能插秧，米價大漲，民食兵糧都缺乏，請暫開海禁、招收臺灣稻米以資接濟；上諭：「即著王懿德、呂佺孫飭知臺灣鎮、道，速即出示招商，販運米石，由海道運至江蘇之上海、浙江之乍浦、寧波等海口售賣，即由臺灣道發給執照，准其免稅，以期商情踴躍，源源轉運，毋稍遲誤。」同月，因舊疾復發，奏請另簡欽差大臣，咸豐帝令和春馳赴接辦。
怡良調派徐州鎮總兵傅振邦率領參將李定泰馳赴溧陽茅山一帶探剿藏匿的太平軍，以杜絕逃竄；又檄令虎嵩林折回金壇防堵、總兵李志和帶鄉勇駐紮珥陵，以防止太平軍回竄到丹陽；並仍嚴令各鎮總兵互相聯絡合作，就近策應，以固守蘇州、常州門戶。緊接著因探查到自金壇敗退的太平軍殘部占據寶堰休整，怡良派遣副將王浚趕赴陶家巷建築營壘，與參將李若珠駐守九里，防堵太平軍向內進犯的路線。恰好張國樑已攻克東壩太平軍營壘，帶主力部隊趕到，怡良即督令移營進逼，太平軍再度敗潰，逃回句容，傅振邦乘勝收復高淳縣城，於是與虎嵩林約定合兵進攻溧水。怡良以東壩為江蘇、浙江、安徽三省門戶，應該以勁旅扼守要地，因而傳檄湖北提督德安駐紮東壩嚴加防守，並為傅振邦、虎嵩林後盾，互相接應。
咸豐帝擔憂福興、張國樑不能和衷共事，此前怡良曾函知許乃釗前去開導兩方將士，咸豐帝也曾諭令向榮訪查奏報，但向榮病故未及奏報，於是再命怡良秘密訪查。隨後怡言覆奏：「二人並無不和情事。惟張國樑與士卒同甘苦，每戰必親臨陣，將士之優劣皆了然於胸，故所向有功，能得士心；福興則穎敏明白，慮遠思深，而勇往不及張國樑。兵民無知，不免有重張輕福之心，因之或有芥蒂。今雖未形諸外，恐久之必有齟齬。如能俟和春到營後，將福興調離江南，必能有所展布。」奏摺遞入，留中，咸豐帝旋即調福興移赴江西作戰。九月，交卸欽差大臣，仍回常州防守。
怡良又奏：「上海通商各國應交江海關稅銀，因上年匪徒滋事、貿易未能照常，商情苦累，前查明美利堅積欠稅鈔銀三十五萬餘兩，其使臣情願繳八萬一千五百餘兩，又從前已納稅銀二萬七千六百餘兩，其未繳銀兩為數尚鉅」，咸豐帝顧念美商經濟拮据確屬實情，命將咸豐四年六月十八日以前欠交稅銀概予豁免。怡良又偕同江蘇巡撫趙德轍奏報：「廣東潮州等處莠民以投壯勇為名，散處蘇州城外，獷悍不法，竟敢持械行劫，盜案疊出。迨兵役緝拏，則逞兇拒捕。八月密飭員弁帶領兵勇，偵知匪眾屯聚閶門外，乘夜分路截拏一百九十餘名，起獲器械贓物無算，按律懲辦，地方安謐。」隨後奏報「江淮徐揚諸屬，被旱最廣，擬請捐米抵賑」；又奏「籌補江寧所屬不敷兵糧，循案碾動倉穀，以濟要需」，皆報聞。
十一月，再度以「久病纏綿」請假調理，得旨賞假一個月。十二月，以病未痊，延展假期一個月。
七年（1857年）正月，率部屬倡捐軍餉；咸豐帝諭令查明怡良子弟，給予獎敘。江蘇海運槽糧前經戶部議定不能截留，怡良奏：「江蘇上年旱、蝗成災，徵收有限，米缺價昂，餉需無出，請留起運交倉漕糧二十五萬石，以充軍餉」，得旨允准截留。二月，因江北六合等縣米價高昂，御史趙元模奏請嚴禁遏糴、暫免抽厘，咸豐帝即諭怡良飭令江北一帶各州縣待麥熟後再行酌量收稅，以平抑市價、豐裕民食。又因江南大營兵餉異常花費極大，此前朝廷派令前任鹽運使彭玉雯幫辦軍務、辦理糧臺，但四年以來，彭玉雯於應報戶部核銷之款項，經多次查催，都拖延不造冊報部，漫無稽核，開浮冒的弊病。上諭和春會同怡良責令逼催，且由怡良另派按察使楊能格接手辦理江南糧臺，收支款項照戶部章程，依期限造冊報部。
三月，江南各省荒歉，正賦已蠲免或緩徵，關稅也因商業蕭條大減，江南大營餉源枯竭，怡良與和春、趙德轍多次奏報，積欠兵丁兵餉達四個月，大營開始鼓譟，請飭臨省籌款協濟；朝廷急催各省協濟，並大開捐納，向仕紳勸捐：「著怡良、趙德轍、晏端書督同省垣紳士並派委妥員，分赴各府州縣，會同各該紳士，查明上戶若干，開報該督撫，即責成公正紳士，委婉勸導，隨時請獎。其有為數較多，自一萬數万以至十萬兩者，自應分別等差，逾格施恩，或賞給鹽運使銜，或賞給副將銜，或加銜之外另賞花翎，或賞給舉人、一體會試，均准該督撫等酌量請旨，以期踴躍。其有力可多捐而不願請獎者，即由該督撫等飭由藩司按數給與借資印帖，自咸豐八年起分年給還，作止開銷，仍按照銀數多寡分別建坊給匾，以示優獎。所派委員紳士，務擇素行廉正、才情幹練者，分投勸辦，萬不准有抑勒侵吞，致滋流弊。中戶以下，所有現行捐輸抽厘等項仍著照常辦理，毋庸另勸捐備，以免煩苛。地方官吏等，儻敢將未經開報各戶，藉端需索，即著嚴參懲辦。該督撫等務當各就地方情形，詳加體察，酌量辦理，以實軍儲。當此用兵之際，凡食毛踐土之倫，各具天良，必有踴躍出貲、同仇敵愾者。儻能集有成數，即撥江南大營，以資接濟，庶兵無匱乏之虞，而於民生亦不致擾累……江蘇軍餉，每月需銀四十餘萬兩，本省所出，每月不過二十餘萬兩。現在句容大營及水陸各營欠發過多，兵勇赴糧臺喧鬧，若不亟籌協濟，恐餉竭兵嘩，全局瓦解。浙江與蘇、常等府，壤地相接，即休戚相關，似此窘迫情形，必應於無可籌撥之中，設法源源接濟，藉以支持大局。除昨據晏端書奏撥銀一萬兩解赴江南大營外，著該撫仍遵前議，自本年三月起按月協濟，即不能如六萬兩之數，或四五萬兩，源源解往，藉以安定軍心。不得以無款可籌，空言塞責。」
四月，奏陳「病難速痊，籲請開缺回旗調理」，獲准，閏五月返抵北京。

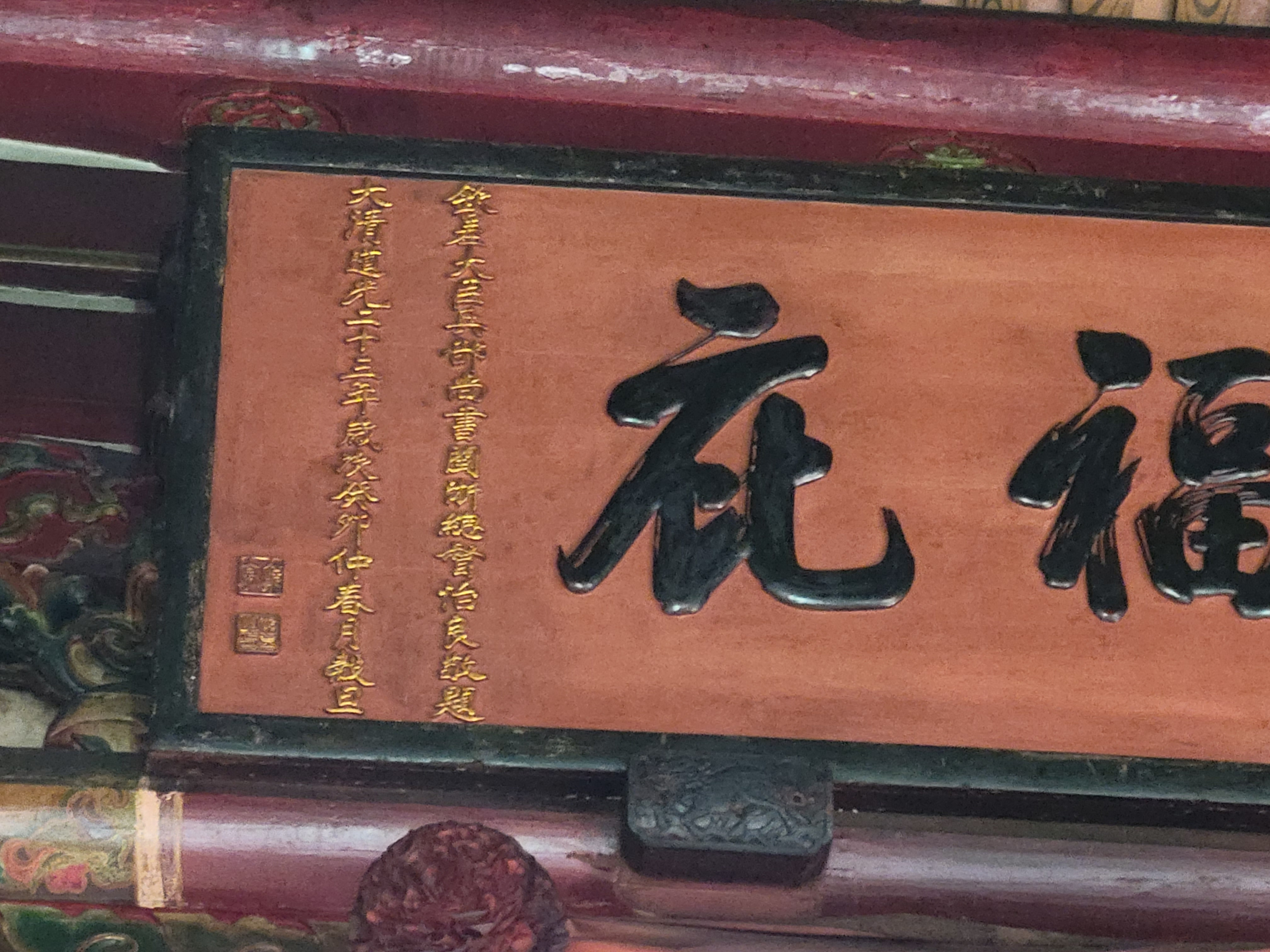
臺南大天后宮怡良題「慈航福庇」匾

同治六年（1867年）七月初四日，病逝。

## 評價
《清史稿》評論：「怡良不附和琦善，亦無建樹。……要之籌邊大計，朝廷無成算，則膺封圻之寄者為益難，況人事之未盡乎？嗚呼！論世者當觀其微也。」

## 家庭及關聯[1][71]
- 曾祖父：額思圖（？年－？年），誥贈光祿大夫。
- 曾祖母：伊爾根覺羅氏，誥贈一品夫人。
- 繼曾祖母：劉氏，誥贈一品夫人。
- 祖父：塞德立（？年－？年），文生員，誥封光祿大夫。
- 祖母：輝和氏，誥贈一品夫人。

- 父：文德（1753年－1822年），官學生，官至甘肅鞏秦階道署理甘肅布政使。
- 嫡母：赫舍里氏，誥封恭人，晉贈一品夫人。正紅旗滿洲人，兵部郎中凝泰之女。
- 繼母：赫舍里氏，誥封恭人，晉贈一品夫人。正紅旗滿洲人，正藍旗滿洲副都統滿泰之女。
- 生母：趙氏，誥封恭人，晉贈夫人。

### 兄弟
有兄一人：
- 英良（1766年－1842年），乾隆五十一年舉人，官至翰林院侍讀學士。

### 妻室
- 正室：宗室氏（1793年－？年），豫親王修齡孫女，將軍裕清之女。
- 側室：高氏。

### 子女
有一子一女：
- 子：吉昌（1830年－？年），戶部南檔房筆帖式，兼在江南司行走。早於父怡良去世。[2]娶鑲黃旗滿洲沙濟富察氏，乾隆四十三年進士盛京兵部侍郎恭泰孫女、陝甘總督惠吉之女。
- 女，適正紅旗滿洲戶部員外郎玉成，駐藏幫辦大臣河南巡撫鄂順安之子。

## 衍生創作
高陽小說作品《胡雪巖》：
「前兩天我在杭州得到消息，兩江總督怡大人，要對洋人不客氣了，這是個難得的機會，一抓住必發大財。不過，機會來了，別人不曉得，我曉得，別人看不準，我看得準。這就是人家做生意，做不過我的地方。」說了半天是甚麼機會呢？兩江總督怡良，郁四倒是曉得的，他是當權的恭親王的老丈人，也算是皇親國戚，如果有甚麼大舉措，朝廷一定會支持他，然而對洋人是如何不客氣？……胡雪巖說，他聽到的消息是，因為兩件事，兩江總督怡良對洋人深為不滿……。
尤五答道，「兩江總督怡大人怡良，因為洋人助逆，早就預備禁止內地跟夷場通商。來源一斷，我們在上海還有什麼發展？」
尤五從抽斗里取出一張紙來，上面抄着一通「折底」，是兩江總督怡良的原奏，大意是說小刀會「通洋」有據，唯有將福建、浙江、江西的絲茶，暫行停運到上海，使洋商失自然之利，急望克復，方能停止對小刀會的接濟。

## 延伸阅读
[在维基数据编辑]
 《清史稿·卷371》，出自趙爾巽《清史稿》
 《清史稿·卷371》